# Transformers (série télévisée d'animation)
Pour les articles homonymes, voir Transformers (homonymie).
Transformers (plus tard appelée Transformers: Generation 1 par référence populaire) est une série télévisée d'animation de science-fiction américaine en 98 épisodes de 25 minutes, réalisée par Nelson Shin. Produite par les Marvel Productions et Sunbow Productions, animée par Toei Animation et AKOM, elle a été diffusée pour la première fois aux États-Unis du 17 septembre 1984 au 11 novembre 1987 en syndication. Le principe de la série est basé sur les gammes de jouets Microman (en) et Diaclone (en) sorties vers 1980 au Japon, des robots transformables en objets inanimés ou en véhicules mais pilotés par des humains. En 1984, la société américaine Hasbro s'est associée au japonais Takara pour relancer ces deux lignes en les combinant en une seule gamme de jouets Transformers, robots autonomes doués d'intelligence, qui donnèrent naissance à une série de comics publiés par Marvel Comics, ainsi que le dessin animé du même nom.
Au Québec, la série est apparue à partir du 30 mars 1985 sur quelques stations du réseau Pathonic (dont CHLT-TV à Sherbrooke), puis à partir du 1er juin 1985 à Télé-Métropole. La première saison, la majorité de la troisième et la quatrième ont aussi été doublées par Sonolab, et la série entière a été diffusée sur le réseau TVA. En France, la série a été diffusée à partir du 2 juin 1985 sur Canal+ dans l'émission Cabou Cadin et rediffusée en 1987 sur Antenne 2 dans l'émission Récré A2 et en 1991 sur La Cinq dans l'émission Youpi !.
Les Transformers sont des robots extraterrestres provenant de la planète Cybertron. Outre le fait d'être des êtres vivants intelligents malgré leur nature mécanique, ils ont la particularité d'avoir, pour des raisons de camouflage, développé la faculté de « transformer » leur apparence pour devenir des machines faisant partie de l’environnement où ils se trouvent. Sur Terre, ils se transforment surtout en véhicules, mais aussi en baladeur, radios, armes, téléphones portables, etc. Dans des versions plus tardives, certains ont même la capacité de se changer en animaux.
En principe, chaque Transformer possède une forme propre, qu'il obtient en scannant un appareil dont il veut prendre l'aspect. Une fois le scannage fait, la forme devient son mode de camouflage et le précédent est vraisemblablement oublié. Cependant quelques Transformers, les Triples-changeurs, ont démontré la capacité d'adopter deux formes de véhicules.

## Synopsis
À l'origine, les Autobots et les Decepticons, des robots intelligents transformables, se livraient bataille sur la planète Cybertron. Depuis des millions d'années, la planète Cybertron est victime d'une guerre civile robotique. D'un côté, les Autobots, menés par leur chef Optimus Prime et de l'autre, les Decepticons dirigés par Mégatron.
Après des millénaires de luttes, la balance semble tourner à l'avantage des Decepticons et les Autobots ont perdu peu à peu tout contrôle. Il ne reste plus qu'une seule solution, monter à bord d'un vaisseau spatial Autobot, l'Arche, et trouver du combustible ailleurs.
Les Decepticons ne s'imaginent pas qu'en les poursuivant et en abordant le vaisseau leur combat provoquerait leur perte à tous. Dans le feu du combat, l'Arche s'écrase sur la Terre dans une montagne d'Amérique du Nord. À bord de l'épave, aucun signe de vie.
Quatre millions d'années plus tard, l'ordinateur de bord, Télétraan 1, se remet en marche et commence à remonter les robots, Autobots comme Decepticons. L'Arche envoie des sondes dans le monde entier pour repérer les engins, appareils et d'autres dispositifs utilisés par les humains, surtout les véhicules, et recueillir un maximum d'informations. Toutes ces bases de données serviront à l'ordinateur pour reconstruire les robots et les adapter. Optimus Prime et ses Autobots vont affronter de nouveau Mégatron et ses Decepticons sur notre planète. Tandis que les Decepticons ont juré de s'emparer des ressources d'énergie de la Terre, les Autobots s'allient aux humains Spike (La Flèche) et de son père Sparkplug (Malabar) pour les en empêcher.
Pour la deuxième saison, les Decepticons contrôlent encore Cybertron et Shockwave garde l'entrée du pont spatial, portail de téléportation qui rallie la Terre au Cybertron. Les Autobots disposent d'une escouade de dinosaures robot, les Dinobots. Efficaces mais avec un intellect limité, les Dinobots ont comme chef le tyrannosaure Grimlock, violent et jalousant l'autorité d'Optimus Prime. On voit arriver de nouvelles troupes plus mobiles, la création d'équipes de combineurs (stunticons, combaticons, aerialbots et protectobots) et des luttes qui s'étendent dans l'espace comme dans le temps.

### La Guerre des robots
Nous sommes en 2005, et Mégatron a conquis la planète Cybertron. Il réunit son équipe et débarque sur Terre à bord d'une navette Autobot réquisitionnée au passage, et dont l'équipage a été tué. Les Decepticons arrivent sur Autobot Ville et la prennent d'assaut par surprise. Cette fois-ci, les Decepticons veulent en finir. Après un long siège, Optimus Prime et les Dinobots arrivent juste à temps, alors que la majorité de leurs camarades ont déjà été mis hors d'état. Optimus veut également en finir. « Mégatron doit être repoussé, quel qu'en soit le prix », dira-t-il avant de se lancer sur le champ de bataille. Malheureusement, la bataille d'Autobot Ville sera fatale à Optimus. Il réussira à lui seul à reprendre le dessus et trouvera encore la force, au seuil de la mort, de transmettre la Matrice, symbole du commandement, à son second et frère d'armes, Ultra Magnus. De son côté, Mégatron sera laissé pour mort dans l'espace par Starscream, trop heureux de prendre la tête des Decepticons. Mais alors que Mégatron semblait parti dans le vide spatial jusqu'à la fin des temps, la planète vivante, Unicron, conclut un marché selon lequel elle pourra utiliser son pouvoir pour reformater Mégatron en Galvatron et ses subordonnés en un nouvel escadron. Galvatron se vengea en tuant le traître Starscream et redevient maître des Decepticons, pourchasse les Autobots survivants, s'empare de la Matrice et la délivre à Unicron, mais se fait engloutir après une trahison manquée. Cela poussera Unicron à dévaster Cybertron. Le film se termine par le déchaînement du pouvoir de la Matrice qui sauve la planète et qui revient à Hot Rod, le jeune Autobot dont Mégatron s'était servi comme otage pour blesser mortellement Optimus. Il devient alors Rodimus Prime, reconnu par la Matrice de commandement comme le nouveau leader des Autobots.

### Saisons finales
Lors de la troisième saison, on retrouve un Rodimus Prime incertain, hésitant et dans l'ombre de son prédécesseur, Optimus Prime. Mais peu à peu, il arrive à maturité. Les Autobots sont enfin maîtres de Cybertron et se coordonnent à Autobot Ville, devenu Métroplex. Les Decepticons, eux, tentent par des mésaventures intergalactiques de les détrôner. Cédant à la pression populaire, Optimus Prime est ramené à la vie et sauve Autobots et Decepticons dans un ultime combat où il sacrifiera l'énergie de la Matrice. Moment rare : en remerciement, Galvatron fait la paix avec Optimus Prime, établissant la fin des conflits entre les deux clans ennemis.
Dans la mini-série La Renaissance, la guerre reprend toutefois lorsqu'un raid Decepticon pousse une équipe d'Autobots à poursuivre l'ennemi jusqu'à la planète Nebulos. Les deux factions sont amenées à remplacer leurs têtes ou leurs armes par des Nebulons autotchones, afin de devenir les Headmasters à tête transformable, ou les Targetmasters à armes transformables.

## Personnages

### Autobots
- Autobots principaux
  - Optimus Prime : chef des Autobots (tracteur routier (avec remorque) Peterbilt 379)
  - Jazz : sous-chef mélomane (voiture Pontiac Solstice grise)
  - Bumblebee : espion et éclaireur (voiture compacte VW Bettle / Chevrolet Camaro)
  - Ironhide : garde du corps d'Optimus (Camion GMC Topkick)
  - Ratchet : médecin (ambulance)
  - Hound : éclaireur illusionniste (jeep verte)
  - Crosshairs : parachutiste, soldat
  - Wheeljack : ingénieur, inventeur (voiture de course blanche de marque Lancia)
  - Cliffjumper : éclaireur impétueux (petite sportive rouge / Moto rouge)

- Autobots secondaires
  - Red Alert : chef de sécurité (voiture de pompiers)
  - Inferno : sapeur-pompier (camion de pompiers)
  - Blaster : chargé des transmissions (radio portative de type boom box)
  - Omega Supreme : vaisseau spatial et défenseur (fusée avec base de lancement)
  - Skyfire : gardien de l'air (vaisseau aérien)
  - Windcharger : soldat à champ magnétique (muscle car rouge)
  - Prowl : stratège (voiture de police)
  - Brawn : démolisseur (véhicule sport utilitaire)
  - Preceptor : scientifique (microscope)
  - Powerglide : soldat aérien (avion à réaction)
  - Smokescreen : tacticien de diversion (voiture de course bleue et rouge)
  - Gears : chargé de la reconnaissance, râleur (camionnette bleue et rouge)
  - Mirage : espion pacifiste qui se rend invisible (Porche 911 Carrera (gris métallisé) RS 3.8)
  - Sideswipe : soldat casse-cou, jumeau de Sunstreaker ; doté d'un jet dorsal et des avant-bras se transformant en marteaux-piqueurs (voiture de sports Lamborghini Countach rouge)
  - Sunstreaker : soldat soigneux de sa personne, jumeau de Sideswipe (voiture de sports Lamborghini Countach jaune)
  - Tracks : guerrier huppé, très mondain (voiture de sports bleue de type Chevrolet Corvette C3
  - Trailbreaker : Soldat autobot timide n'ayant pas confiance en lui (camionnette noire)
  - Huffer : soldat autobot arrogant (camion jaune avec cabine et châssis)
- Dinobots
  - Grimlock : chef des Dinobots (T-Rex)
  - Sludge (Brontosaure)
  - Snarl (stégosaure)
  - Slag (tricératops)
  - Swoop : bombardier (ptérodactyle)
- Combineurs Autobot
  - Defensor : fusion des Protectobots
  - Superion : fusion des Aerialbots
  - Computron : fusion des Technobots

- Transformers du film de 1986
  - Hot Rod : soldat ado (voiture de sports futuriste)
  - Ultra Magnus : chef de l'Autobot Ville (camion porte-voitures)
  - Rodimus Prime : chef des Autobots après la destruction d'Unicron (fourgon blindé)
  - Springer : triple-changeur (voiture et hélicoptère)
  - Arcee : femme artilleur (voiture sports futuriste rose)
  - Blurr : coursier baratineur (aéroglisseur)
  - Kup : ancien combattant (pick-up futuriste)
  - Wheelie : enfant guerrier (petite voiture)

- Junkions
  - Wreck-Gar : chef des Junkions (motocyclette)

- Mini-cassettes
  - Eject : robot bleu
  - Ramhom : rhinocéros
  - Rewind : robot noir
  - Steeljaw : lion

### Decepticons
- Decepticons principaux :
  - Mégatron : chef des Décepticons
  - Starscream : sous-chef, commandant aérospatial
  - Skywarp : guerrier aérien téléporteur
  - Thundercracker : guerrier aérien pyromane
  - Soundwave (en) : espion, responsable des transmissions, scientifique
  - Shockwave : commandant des Décepticons sur Cybertron

- Decepticons secondaires :
  - Astrotrain : triple-changeur, transporteur
  - Blitzwing : triple-changeur, commando
  - Ramjet : guerrier aérien
  - Dirge : guerrier aérien
  - Thrust : guerrier aérien

- Insecticons
  - Shrapnel : chef des Insecticans
  - Kickback : espion
  - Bombshell : scientifique tordu

- Équipe d'espionnage
  - Reflector : appareil photo, triplés espions
    - Spectro : tiers de droite de Reflector
    - Viewfinder : tiers central de Reflector
    - Spyglass : tiers de gauche de Reflector

  - Mini-cassettes :
    - Laserbeak et Buzzaw : condors espions
    - Ratbat : chauve-souris
    - Ravage : panthère saboteur
    - Rumble et Frenzy : mini-guerriers aux bras sonnettes

- Combineurs Decepticons
  - Devastator : fusion des Constructicans
  - Menasor : fusion des Stunticans
  - Bruticus : fusion des Combaticans

- Decepticons après le film de 1986
  - Galvatron : chef des Décepticons
  - Cyclonus : sous-chef des Décepticons
  - Scourge : chef des raseurs
  - Predaking : combineur, fusion des Predacans
  - Abominus : combineur, fusion des Terrocans
  - Trypticon : tyrannosaure, cité Décepticon
  - Octane : triple-changeur, arnaqueur

### Unicron
- Unicron : planète vivante
- Alpha-Q : scientifique Quintesson
- Juges-Q : juges Quintesson
- Le Fallen : 13e fils de Primus, absent de la série G1
- Les Voks : gardien de Primus, absent de la série G1

## Fiche technique
- Titre original : The Transformers
- Titre français : Transformers
- Réalisation : Nelson Shin
- Scénario : Flint Dille
- Production : Jay Bacal
- Animation : Tōei (Japon) et AKOM (Corée du Sud)
- Sociétés de production : Marvel Productions et Sunbow Productions
- Pays d'origine :  États-Unis
- Langue originale : anglais
- Genre : Animation, science-fiction
- Nombre d'épisodes : 98 (4 saisons)
- Durée : 20 minutes
- Date de première diffusion :  États-Unis : 17 septembre 1984

## Distribution

### Voix anglaises
- Peter Cullen : Optimus Prime / Ironhide / Slugslinger / Wingspan
- Frank Welker : Mégatron / Mirage / Skywarp / Sludge / Soundwave / Swoop
- Gregg Berger : Grimlock
- Chris Latta : Starscream / Wheeljack
- Charles Adler : Silverbolt
- Jack Angel : Omega Supreme
- Michael Bell : Bombshell / Prowl / Swoop
- Corey Burton : Brawn / Shockwave / Spike Witwicky
- Scatman Crothers : Jazz
- Judd Nelson : Hot Rod / Rodimus Prime
- Dan Gilvezan : Bumblebee / Snapdragon
- Stan Jones : Scourge
- Casey Kasem : Bluestreak / Cliffjumper / Teletraan I
- Don Messick : Ratchet
- Neil Ross : Bonecrusher / Crosshairs / Slag
- John Stephenson : Thundercracker / Windcharger
- Roger C. Carmel : Bruticus / Cyclonus ...

### Voix françaises
- Francis Lax : Optimus Prime / Bumblebee / Jazz / Ironhide / Perceptor
- Henry Djanik : Mégatron / Omega Supreme / Brawn / Mirage / Prowl
- Jacques Ferrière : Starscream (1re voix) / Grimlock / Hound / Rumble / Thundercracker
- Albert Augier : Soundwave / Wheeljack / le narrateur / Starscream (2e voix) / Teletraan-1
- Georges Atlas : Shockwave / Skywarp / Ratchet / Smokescreen / Blaster / Kup
- Olivier Destrez : Spike (1re voix)
- François Leccia : Spike (2e voix) / Red Alert / Cyclonus / Sky Lynx
- Edgar Givry : Skyfire / Chip Chase / Huffer / Cliffjumper / Slag
- Serge Lhorca : Galvatron / Seaspray / Astrotrain
- Jean Claudio : Galvatron (voix de remplacement) / Blaster (voix de remplacement)
- Francette Vernillat : Daniel (voix de remplacement)
- Jacques Richard : Transformers divers (saison 3)

### Voix québécoises
- Hubert Gagnon : Optimus Primus / Rodimus Primus
- Carl Béchard : Mégatron / Galvatron
- Edgar Fruitier : La Menace / Malabar / Prédaroi
- Jean-Louis Millette : Égo, Primacron
- Guy Nadon : Rhino, Scourge
- Daniel Roussel : Radar, Mirage
- Alain Zouvi : Laflèche
- Marc Bellier : Mécano, Radar
- Johanne Léveillé : Arcee / Carly / Fairborne

 Source et légende : version québécoise (VQ) sur Doublage.qc.ca

## Épisodes
La liste des épisodes ci-après respecte l'ordre original de diffusion aux États-Unis.

### Première saison (1984)
1. Plein la vue, 1re partie (More Than Meets The Eye, Part 1)
2. Plein la vue, 2e partie (More Than Meets The Eye, Part 2)
3. Plein la vue, 3e partie (More Than Meets The Eye, Part 3)
4. Pont spatial (Transport to Oblivons)
5. La Formule (Roll For It)
6. Le Cosmitron (Divide and Conquer)
7. Le Feu dans le ciel (Fire in the Sky)
8. S.O.S. Dinobots (S.O.S. Dinobots)
9. Le Feu dans la montagne (Fire on the Moutain)
10. La Guerre des Dinobots (War of the Dinobots)
11. L'Ultime Piège, 1re partie (The Ultimate Doom : Brainwash, Part 1)
12. L'Ultime Piège, 2e partie (The Ultimate Doom : Search, Part 2)
13. L'Ultime Piège, 3e partie (The Ultimate Doom : Revival, Part 3)
14. Générateur exponentiel (Countdown to Extinction)
15. Une peste d'insecticans (A Plague of Insecticons)
16. La Guerre du métal lourd (Heavy Metal War)

### Deuxième saison (1985-1986)
1. Autobot Laflèche (Autobot Spike)
2. Rollo (Changing Gears)
3. Ville d'acier (City of Steel)
4. L'Attaque des Autobots (Attack of the Autobots)
5. Le Traître (Traitor)
6. L'Immobilisateur (The Immobilizer)
7. Roule (The Autobot Run)
8. L'Atlantis (Atlantis, Arise!)
9. Le Jour des machines (Day of the Machines)
10. Entrée du Ninja (Enter the Nightbird)
11. Double Primus (A Prime Problem)
12. Le Cœur (The Core)
13. Le Syndrome des Insecticons (The Insecticon Syndrome)
14. Île des Dinobots, 1re partie (Dinobot Island, Part 1)
15. Île des Dinobots, 2e partie (Dinobot Island, Part 2)
16. Les Constructeurs (The Master Builders)
17. Les Voitures volées (Auto Berserk)
18. Microbots (Microbots)
19. L'Ultime Plan de Mégatron, 1re partie (Megatron's Master Plan, Part 1)
20. L'Ultime Plan de Mégatron, 2e partie (Megatron's Master Plan, Part 2)
21. La Fugue des Dinobots, 1re partie (Desertion of the Dinobots, Part 1)
22. La Fugue des Dinobots, 2e partie (Desertion of the Dinobots, Part 2)
23. Tempo délaissé (Blaster Blues)
24. Les Décepticons dans la cour du roi Arthur (A Decepticon Raider in King Arthur's Court)
25. Le Lagon d'or (The Golden Lagoon)
26. Le Dieu (The God Gambit)
27. Faire des pistes (Make Tracks)
28. La Pièce de l'enfant (Child's Play)
29. La Quête pour la survie (Quest for Survival)
30. Le Secret d'Oméga Suprême (The Secret of Omega Supreme)
31. Le Joueur (The Gambler)
32. Kremzeek (Kremzeek!)
33. La mer change (Sea Change)
34. La Prise de pouvoir (Triple Takeover)
35. Optimus chassé (Prime Target)
36. Club de danse (Auto-Bop)
37. La Recherche d'Alpha Trion (The Search for Alpha Trion)
38. La Fille qui aimait Survolo (The Girl Who Loved Powerglide)
39. Treuil va à Hollywood (Hoist Goes Hollywood)
40. La Clé pour Vecteur Sigma, 1re partie (The Key to Vector Sigma, Part 1)
41. La Clé pour Vecteur Sigma, 2e partie (The Key to Vector Sigma, Part 2)
42. Attaque aérienne (Aerial Assault)
43. La Guerre du passé (War Dawn)
44. Europe 2000 (Trans-Europe Express)
45. La Rouille cosmique (Cosmic Rust)
46. La Brigade de Starscream (Starcream's Brigade)
47. La Revanche de Bruticus (Revenge of Bruticus)
48. Simuler (Masquerade)
49. Le BOT (B.O.T.)

### Troisième saison (1986-1987)
1. Les Cinq Visages de l'obscurité, 1re partie (The Five Face of Darkness, Part 1)
2. Les Cinq Visages de l'obscurité, 2e partie (The Five Face of Darkness, Part 2)
3. Les Cinq Visages de l'obscurité, 3e partie (The Five Face of Darkness, Part 3)
4. Les Cinq Visages de l'obscurité, 4e partie (The Five Face of Darkness, Part 4)
5. Les Cinq Visages de l'obscurité, 5e partie (The Five Face of Darkness, Part 5)
6. L'étude (The Killing Jar)
7. Chaos (Chaos)
8. Sombre Réveil (Dark Awakening)
9. La Fête (Surprise Party)
10. Le Paradis des fous (Madman's Paradise)
11. Le Monde de la toile (Web World)
12. Massacre en do mineur (Carnage in C-Minor)
13. La Fenêtre du temps (Forever is a Long Time Coming)
14. Se battre ou s'enfuir (Fight or Flee)
15. Le Vol dans la nuit (Thief in the Night)
16. Le Fantôme d'Égo (Starcream's Ghost)
17. Le Fantôme dans la machine (Ghost in the Machine)
18. La Planète des cauchemars (Nightmare Planet)
19. Le Monstre des profondeurs (The Dweller in the Depths)
20. L'Arme ultime (The Ultimate Weapon)
21. La Grande Émission de 2006 (The Big Broadcast of 2006)
22. Le Journal des Quintessons (The Quintesson Journal)
23. Seulement humain (Only Human)
24. L'Appel des primitifs (Call of the Primitives)
25. La Nouvelle Intelligence de la Menace (Grimlock's New Brain)
26. L'argent, c'est tout (Money is Everything)
27. Le Visage du Nijika (Face of the Nijika)
28. Le Fardeau d'être chef (The Burden Hardest to Bear)
29. Le Retour d'Optimus, 1re partie (The Return of Optimus Prime, Part 1)
30. Le Retour d'Optimus, 2e partie (The Return of Optimus Prime, Part 2)

### Quatrième saison (1987)
1. La Renaissance, 1re partie (Rebirth, Part 1)
2. La Renaissance, 2e partie (Rebirth, Part 2)
3. La Renaissance, 3e partie (Rebirth, Part 3)

## Générique
Un générique français a été composé et réalisé par Cyril Assous, Transformers, pour un Monde meilleur, le texte étant de Véra Baudey et Pierre Delanoé, et l'orchestration de Thierry Durbey,.

## Produits dérivés

### Séries d'animation
- Transformers : Generation 1 (4 suites inédites en V.F.)
  - Transformers: The Headmasters (1987) : suite japonaise alternative à la troisième saison ou spin-off de Transformers, la quatrième saison n 'existant pas au japon.
  - Transformers: Supergod Master Force (1988) : suite de Transformers: The Headmasters
  - Transformers: Victory (1989) : suite de Transformers: Supergod Master Force
  - Transformers: Zone (1990) : suite de Transformers victory
- Transformers : Generation 2 (1992) : remake de Transformers avec inclusion de scènes en images de synthèse, (inédit en V.F.)
- Transformers : Beast Wars (Animutants en V.F.) (1996)
  - Transformers: Beast Wars II (1998) : suite de Beast Wars : Transformers
  - Transformers: Beast Wars Neo (1999) : suite de Transformers : Beast Wars II
- Beast Machines: Transformers (1999)
- Transformers: Robots in Disguise (2000) : remake de Transformers
- La Trilogie Unicron
  - Transformers Armada (2002)
  - Transformers Energon ou Transformers super link(2003) : suite de Transformers Armada
  - Transformers: Galaxy Force ou Transformers Cybertron (2005) : suite de Transformers Energon
- Transformers: Animated (2008)
- Transformers: Prime (2011)
- Transformers : Robots In Disguise : Mission Secrète (2015) : suite de Transformers Prime
- Transformers : Combiner Wars (Websérie) (2016)
- Transformers : Titans Return (Websérie) (2017) : suite de Combiner Wars
- Transformers : Power of the Primes (Websérie) (2018) : suite de Titans Return

### Cinéma

#### Films d'animation
- La Guerre des robots (Transformers: The Movie, 1986) de Nelson Shin avec Norman Alden, Jack Angel, Michael Bell : ce film se situe entre la deuxième et la troisième saison.

#### Films en prises de vues réelles
- Transformers (2007) de Michael Bay
- Transformers 2 : La Revanche (Transformers : Revenge of the Fallen, 2009) de Michael Bay
- Transformers 3 : La Face cachée de la Lune (Transformers : Dark of The Moon, 2011) de Michael Bay
- Transformers : L'Âge de l'extinction (Transformers : Age of extinction, 2014) de Michael Bay
- Transformers : The Last Knight (2017) de Michael Bay
- Bumblebee (2018) de Travis Knight
- Transformers rise of the beast

### OAV
- Transformers: Scramble City Hatsudôhen (1986)
- Transformers: Zone (1990)
- Beast Wars: Super Lifeform Transformers Special (1998)

### Publications

#### Comics
- Marvel Comics
  - The Transformers (1984-91/92) 80 numéros américains/332 numéros au Royaume-Uni
  - The Transformers: Summer Special (1985) 1 numéro sorti uniquement au Royaume-Uni
  - G.I. Joe and The Transformers (1986-87) 4 numéros
  - The Transformers Universe (1986-87) 4 numéros (encyclopédie)
  - The Transformers: The Movie (1986-87) 3 numéros
  - The Transformers: The Headmasters (1987-88) 4 numéros
  - The Transformers: Generation 2 (1993) 12 numéros
  - The New Avengers and TheTransformers (2007) 4 numéros co-production Marvel & IDW

- Dreamwave Productions (en)
  - The Transformers: Generation 1 (2002) 6 numéros
  - The Transformers Armada (2002-03) 18 numéros
  - The Transformers: The War Within (2002) 6 numéros
  - The Transformers and G.I. Joe (2003-04) 6 numéros
  - The Transformers: Generation 1 (2°) (2003) 6 numéros
  - The Transformers: Generation One (2003-04) 10 numéros (le n°11 était prévu mais fut annulé)
  - The Transformers: More Than Meets The Eye (2003) 8 numéros (encyclopédie)
  - The Transformers: War Within - The Dark Ages (2003-04) 6 numéros
  - The Transformers and G.I. Joe: Divided Front (2004) 1 numéro
  - The Transformers Armada: More Than Meets The Eye (2004) 3 numéros (encyclopédie)
  - The Transformers Energon (2004) 12 numéros
  - The Transformers Summer Special (2004) 1 numéro
  - The Transformers: Micromasters (2004) 4 numéros
  - The Transformers: War Within - The Age of Wrath (2004) 0-3 numeros

- Image Comics
  - G.I. Joe vs. The Transformers (2003) 0-6 numéros

- Devil's Due Publishing
  - G.I. Joe vs. The Transformers (2004) 0-5 numéros
  - G.I. Joe vs. The Transformers: The Art of War (2006) 5 numéros
  - G.I. Joe vs. The Transformers: Black Horizon (2004) 2 numéros

- IDW Publishing
  - The Transformers (2005) 1 numéro
  - The Transformers Beast Wars: The Gathering (2006) 4 numéros
  - The Transformers: Escalation (2006-07) 6 numéros
  - The Transformers Evolutions: Hearts of Steel (2006) 4 numéros
  - The Transformers: Generations (2006-07) 12 numéros
  - The Transformers: Infiltration (2006) 6 numéros
  - The Transformers Spotlight: Hotrod (2006) 1 numéro
  - The Transformers Spotlight: NightBeat (2006) 1 numéro
  - The Transformers Spotlight: ShockWave (2006) 1 numéro
  - The Transformers Spotlight: SixShot (2006) 1 numéro
  - The Transformers: Stormbringer (2006) 4 numéro
  - The Transformers: The Animated Movie (2006-07) 4 numéros
  - The Transformers Beast Wars: The Ascending (2007) 4 numéros
  - The Transformers: Cybertron: Balancing Act (2007) 1 numéro
  - The Transformers: Devastation (2007-08) 6 numéros
  - The Transformers: Megatron Origin (2007) 4 numéros
  - The Transformers Movie: Prequel (2007) 4 numéros
  - The Transformers Movie: Adaptation (2007) 4 numéros
  - The Transformers Spotlight: Galvatron (2007) 1 numéro
  - The Transformers Spotlight: Kup (2007) 1 numéro
  - The Transformers Spotlight: Optimus Prime (2007) 1 numéro
  - The Transformers Spotlight: Ramjet (2007) 1 numéro
  - The Transformers Spotlight: SoundWave (2007) 1 numéro
  - The Transformers Spotlight: Ultra Magnus (2007) 1 numéro
  - The Transformers: Target: 2006 (2007) 5 numéros
  - The Transformers: The Ark (2007) 1 numéro (encyclopédie)
  - The Transformers Animated (2008-10) 13 numéros
  - The Transformers Animated : The Arrival (2008)
  - The Transformers Spotlight: Arcee (2008) 1 numéro
  - The Transformers Spotlight: Blurr (2008) 1 numéro
  - The Transformers Spotlight: Cyclonus (2008) 1 numéro
  - The Transformers Spotlight: DoubleDealer (2008) 1 numéro
  - The Transformers Spotlight: HardHead (2008) 1 numéro
  - The Transformers Spotlight: Mirage (2008) 1 numéro
  - The Transformers Spotlight: Sideswipe (2008) 1 numéro
  - The Transformers: All Hail Megatron (2008-09) 16 numéro
  - The Transformers: Revenge of the Fallen Movie Prequel : Alliance (2008-09) 4 numéros
  - The Transformers: Maximum Dinobots (2008-09) 5 numéros
  - The Transformers: Saga of the Allspark (2008) 4 numéros
  - The Transformers Spotlight: Blaster (2008) 1 numéro
  - The Transformers Spotlight: Grimlock (2008) 1 numéro
  - The Transformers Spotlight: Wheelie (2008) 1 numéro
  - The Transformers: The Reign of Starscream (2008) 5 numéros
  - The Transformers (2009-11) 31 numéros
  - The Transformers Spotlight: CliffJumper (2009) 1 numéro
  - The Transformers Spotlight: Drift (2009) 1 numéro
  - The Transformers Spotlight: Jazz (2009) 1 numéro
  - The Transformers Spotlight: Metroplex (2009) 1 numéro
  - The Transformers: BumbleBee (2009-10) 4 numéros
  - The Transformers: Defiance (2009) 4 numéros
  - The Transformers: The Revenge of the Fallen - Official Movie Adaptation (2009) 4 numéros
  - The Transformers: The Tales of the Fallen (2009-10) 6 numéros
  - The Transformers Spotlight: Prowl (2010) 1 numéro
  - The Transformers: Drift (2010) 4 numéros
  - The Transformers: IronHide (2010) 4 numéros
  - The Transformers: Last Stand of the Wreckers (2010) 5 numéros
  - The Transformers: Nefarious (2010) 6 numéros
  - The Transformers: Sector 7 (2010-11) 5 numéros
  - The Transformers: Dark of the Moon Movie Adaptation (2011) 4 numéros
  - The Transformers: Foundation (2011) 4 numéros
  - The Transformers: Heart of Darkness (2011) 4 numéros
  - The Transformers: Infestation (2011) 2 numéros
  - The Transformers: Prime (2011) 4 numéros
  - The Transformers: Rising Storm (2011) 4 numéros
  - The Transformers: The Death of Optimus Prime (2011) 1 numéro
  - Infestation 2: The Transformers (2012) 2 numéros
  - The Transformers Prime: Rage of the Dinobots (2012) 4 numéros
  - The Transformers Spotlight: Orion Pax (2012) 1 numéro
  - The Transformers: More Than Meets the Eye (2012-??) +45 numéros (en cours de publication)
  - The Transformers: Regeneration One (2012) 20 numéros suite da la numérotation du 1er comics de Marvel
  - The Transformers: Robots in Disguise (2012-14) 34 numéros
  - Mars Attacks vs The Transformers (2013) 1 numéro
  - Transformers Prime: Beast Hunters (2013) 8 numéros
  - The Transformers Spotlight: BumbleBee (2013) 1 numéro
  - The Transformers Spotlight: Hoist (2013) 1 numéro
  - The Transformers Spotlight: Megatron (2013) 1 numéro
  - The Transformers Spotlight: ThunderCracker (2013) 1 numéro
  - The Transformers: Monstrosity (2013) 4 numéros
  - Angry Birds and The Transformers (2014) 4 numéros
  - The Transformers (2014-??) +12 numéros suite de la numérotation de The Transformers: Robots in Disguise (en cours de publication)
  - The Transformers vs. G.I. Joe (2014-??) +9 numéros (en cours de publication)
  - The Transformers: Drift - Empire of Stone (2014) 4 numéros
  - The Transformers: Primacy (2014) 4 numéros
  - The Transformers: Windblade (2014) 4 numéros
  - The X-Files and The Transformers: Conspiracy (2014) 1 numéro
  - The Transformers: Windblade (2014) 4 numéros
  - The Transformers: Combiner Hunters Special (2015) 1 numéro
  - The Transformers: Punishment (2015) 1 numéro
  - The Transformers: Robots in Disguise, Animated Series (2015-??) +3 numéro (en cours de publication)
  - The Transformers: Windblade (2°) (2015-??) +7 numéros (en cours de publication)
  - The Transformers: Redemption (2015) 1 numéro

- Fun Publications (en)
  - The Transformers: Timelines (2006-07) 2 numéros
  - The Transformers: Timelines (2°) (2009) 2 numéros

- En France

Les comics Transformers se vendent mal et sont souvent annulés au bout de quelque numéros, on a connu 4 vagues de comics
- En 1987, 3 numéros chez Sagédition qui contenaient les premiers numéros du 1er comics de Marvel ainsi que les premiers numéros de G.I. Joe and The Transformers

- En 2003 c'est au tour de Semic de sortir 5 numéros de Transformers qui contenaient l'intégralité des 6 numéros de The Transformers: Generation 1 de Dreamwave ainsi que les 4 premiers de The Transformers Armada. Par la suite Semic republira les 6 The Transformers: Generation 1 en un seul livre dans la collection TV Hits

- Entre 2007 & 2011 Panini comics et sa branche Fusion ont publié des différents comics liés aux films de Michael Bay

- En 2011 Panini tentera à son tour de sortir un comics Transformers en éditant The Transformers d'IDW débuté en 2011 ce fut un tel échec que ça fut annulé au bout de 2 numéros

- Au Québec

Les 17 premiers numéros du comics de Marvel furent publiés ; ce sont les éditions Héritage entre 1985 & 1987

#### Livres-jeux
- Dave Morris, Le Choc des Robots (Highway Clash), 1987
- Dave Morris, L'Île de la Peur (Island of Fear), 1987
- Dave Morris, La Guerre des Robosaures (Dinobot War), 1987
- Dave Morris, , Le danger vient des étoiles (Peril from the Stars), 1987

### Jeu de cartes à collectionner
- Beast Wars Transformers Mutating Card Game (1997) édité par Parker Brothers

### Jeux de société
- Transformers Adventure Game (1984). De 2 à 4 joueurs édité par Warren Company
- Transformers Armada : Battle for Cybertron (2003). De 2 à 4 joueurs concepteur Craig Van Ness, éditer par Hasbro similaire à Star Wars - Epic Duels (en)
- Transformers Chess (2007). Jeu d’échecs sur le thème du film. 2 joueurs édité par Hasbro
- Monopoly Transformers (2007). De 2 à 6 joueurs édité par USopoly
- Robot Fighters (2007). 2 joueurs édité par Hasbro
- Risk Transformers (2007). De 2 à 4 joueurs édité par Hasbro